# Power walking
Power walking är en träningsform som ämnar aktivera maximalt antal muskler  när man är ute på promenad. Det motsvara fysiskt aktivitet som ämnar uppnå högre energiförbrukning än vid traditionell promenad men mindre belastning av leder än vid löpning. Sporten kan utföras från absolut nybörjarnivå till avancerad nivå och kan utföras i ett och samma tempo eller också i intervaller. Power walking är en lågintensiv träningsform, vilket är träning som bedrivs med låg belastning, ca 50–70 % av maximal syreupptagningsförmåga, till exempel promenader och cykling. Lågintensiv träning ger högre fettförbränning i relation till kolhydratförbränning än högintensiv träning.
Termen Power walking har i viss mån börjat ersättas av gågging (en sammanslagning av gång och jogging).

## Eventuella tillbehör
- Stegräknare
- Pulsklocka
- Gångstavar